# دون ديكسون (رسام توضيحي)
دون ديكسون (بالإنجليزية: Don Dixon) هو رسام توضيحي أمريكي، ولد في 3 يونيو 1951 في إيستون في الولايات المتحدة.

## وصلات خارجية
- الموقع الرسمي